# Salbohed
Salbohed – miejscowość (tätort) w Szwecji, w regionie administracyjnym (län) Västmanland, w gminie Sala.
Według danych Szwedzkiego Urzędu Statystycznego liczba ludności wyniosła: 255 (31 grudnia 2015), 246 (31 grudnia 2018) i 239 (31 grudnia 2019).